# Hieracium benzianum
Hieracium benzianum es una especie de planta con flor del género Hieracium, de la familia Asteraceae, orden Asterales.

## Distribución
Hieracium benzianum se distribuye por Austria, Alemania, Italia, Suiza y Yugoslavia.

## Taxonomía
Fue descrita científicamente por Murr & Zahn. Fue publicada en W.D.J.Koch, Syn. Deut. Schweiz. Fl., ed. 3: 1821 (1901).